# Hans-Joachim Bodenhöfer
Hans-Joachim Bodenhöfer (* 1941) ist ein deutscher Volkswirt. Er war von 1983 bis 1987 Rektor der damaligen Universität für Bildungswissenschaften in Klagenfurt, der heutigen Universität Klagenfurt.

## Leben
Hans-Joachim Bodenhöfer studierte von 1960 bis 1965 Volkswirtschaftslehre an den Universitäten Tübingen und Frankfurt am Main. Anschließend folgte mit einem Stipendium der Max-Planck-Gesellschaft ein Doktoratsstudium an der Technischen Universität Berlin, wo er 1968 mit einer Dissertation über Arbeitsmobilität und regionales Wachstum promovierte. Danach war er 1968/69 als Postdoktorand an der University of Chicago und 1969/70 wissenschaftlicher Mitarbeiter des Instituts für Bildungsforschung in der Max-Planck-Gesellschaft Berlin, anschließend 1975 Assistenzprofessor für Volkswirtschaftslehre im Fachbereich Wirtschaftswissenschaften an der Technischen Universität Berlin.
1975 wurde er als ordentlicher Professor für Bildungsökonomie an das neu eingerichtete Institut für Bildungsökonomie und Bildungssoziologie an die Universität für Bildungswissenschaften in Klagenfurt berufen. 1983 folgte er Günther Hödl als Rektor der Universität Klagenfurt nach, 1987 wurde er wieder von Hödl in dieser Funktion abgelöst. Von 1998 bis 2000 war er Vorsitzender des Senats und von 2007 bis zu seiner Emeritierung im Jahr 2009 Dekan der Fakultät für Wirtschaftswissenschaften. Dem Institut für Wirtschaftswissenschaften stand er von 1992 bis 1999 und von 2002 bis 2005 vor, 2006/07 leitete er das Institut für Volkswirtschaftslehre.
Von 2001 bis 2011 war er Geschäftsführer des 1999 gegründeten Institut für Höhere Studien und wissenschaftliche Forschung in Kärnten, ab 2005 außerdem Vorsitzender des wissenschaftlichen Beirates des Kärntner Zukunftsfonds. Für den Universitätslehrgang für Management von Schutzzonen, dem Bodenhöfer als wissenschaftlicher Leiter vorstand, wurde er 2012 mit dem Binding-Preis für Natur- und Umweltschutz ausgezeichnet. Von 2012 bis 2015 war er Oberkirchenrat für wirtschaftliche Angelegenheiten der Evangelischen Kirche A.B. in Österreich.

## Auszeichnungen (Auswahl)
- 2006: Großes Goldenes Ehrenzeichen des Landes Kärnten[4]
- 2010: Ehrenring der Universität Klagenfurt[2]
- 2012: Binding-Preis für Natur- und Umweltschutz[5]

## Publikationen (Auswahl)
- 1969: Arbeitsmobilität und regionales Wachstum: Ein Beitrag zur Strukturanalyse von Wachstumsprozessen, Duncker und Humblot, Berlin 1969
- 1981: Hochschulexpansion und Beschäftigung, Böhlau-Verlag, Wien/Köln/Graz 1981, ISBN 978-3-205-08141-8
- 1983: Das Arbeitskräfteangebot zwischen Markt und Plan, gemeinsam mit Hans Peter Widmaier, Schriften des Vereins für Socialpolitik, Band 137, Duncker und Humblot, Berlin 1983, ISBN 978-3-428-05490-9
- 1985: Wachstum des Wissens – Wachstum der Wirtschaft Vortrag anlässlich der Inauguration als Rektor der Universität für Bildungswissenschaften Klagenfurt, gehalten am 16. September 1983, Universitäts-Verlag Carinthia, Klagenfurt 1985, ISBN 978-3-85378-254-5
- 1986: Ingenieure in der Wirtschaft: Bedarf, Berufstätigkeit und Berufserfolg, Institut der Deutschen Wirtschaft Köln, Deutscher Instituts-Verlag, Köln 1986, ISBN 978-3-602-24872-8
- 1988: Bildung, Beruf, Arbeitsmarkt, gemeinsam mit Horst Albach, Schriften des Vereins für Socialpolitik, Band 174, Duncker und Humblot, Berlin 1988, ISBN 978-3-428-06427-4
- 1998: Bildung und Wirtschaftswachstum, Schriften des Vereins für Socialpolitik, Band 258, herausgegeben von Robert K. von Weizsäcker, Duncker und Humblot, Berlin 1998, ISBN 978-3-428-09461-5